# Kowloon-Canton Railway Corporation
Kowloon-Canton Railway Corporation (KCRC, кит. 九廣鐵路公司, рус. Коулун-Кантонская железнодорожная корпорация) — компания, созданная Правительством Гонконга в 1982 году для управления и эксплуатации существующими, а также строительства и эксплуатации новых железных дорог на территории Гонконга, составляющих сеть Коулун-Кантонской железной дороги (Kowloon-Canton Railway, KCR) и реализации различных девелоперских проектов. Со 2 декабря 2007 года перестала быть оператором сети KCR, роль которого получила компания MTR Corporation, заключив 50-летнее концессионное соглашение и заплатив компании 750 млн гонконгских долларов. Таким образом, право собственности на сеть KCR сохраняет KCR Corporation, которой MTR Corporation осуществляет ежегодные платежи за право ей управлять. KCRC полностью принадлежит правительству Гонконга и её деятельность регулируется поправками к учредительным документам KCRC, внесенными в 2007 году в связи со слиянием железнодорожных сетей KCR и MTR.